# Cornelis Sweerts
Pour les articles homonymes, voir Sweerts.
Cornelis Sweerts (né à Amsterdam le 20 février 1669 et mort à Maarssen le 23 mars 1749) est un poète, parolier, dramaturge et libraire hollandais de la fin du XVIIe siècle et du début du XVIIIe siècle. Son nom est également orthographié Kornelis Sweerts ou (surtout à partir de 1705) Kornelis Zweerts.

## Biographie
Cornelis Sweerts est le fils du poète et libraire Jérôme Sweerts. En 1699, il épouse Helena van Weerden (1669-1700). Il se remarie en 1701 avec Johanna Elizabeth de la Fontaine (1678-1762), avec qui il a trois enfants, dont Philip Zweerts (1704-1774), connu comme notaire et écrivain-poète.
Cornelis Sweerts meurt le 23 mars 1749 à Maarssen ; le 29 mars, il est enterré dans la Nieuwe Kerk à Amsterdam.

## Œuvres
Cornelis Sweerts a écrit plusieurs pièces de théâtre et pièces musicales, des poèmes et des chansons. Son Inleiding tot de zang- en speelkunst (Introduction à l'art de chanter et jouer des instruments) décrit la vie à Amsterdam à la fin du XVIIe siècle. Il y fait un plaidoyer pour que l'on continue à écrire en néerlandais, et à composer des textes en néerlandais (en réaction à l'usage du français et de l'italien).
C'est avec Abraham Alewijn l'un des deux principaux auteurs-compositeurs de son temps. Ils ont produit un livret de huit chansons, réimprimé plusieurs fois. Leurs paroles ont été mises en musique par plusieurs compositeurs, en particulier David Petersen, Nicholaas Ferdinand Le Grand, Hendrik Anders et Servaes de Koninck.

## Source
- (nl) Cet article est partiellement ou en totalité issu de l’article de Wikipédia en néerlandais intitulé « Cornelis Sweerts » (voir la liste des auteurs).